# Mulat (Florida)
Mulat es un lugar designado por el censo ubicado en el condado de Santa Rosa en el estado estadounidense de Florida. En el Censo de 2010 tenía una población de 259 habitantes y una densidad poblacional de 59,7 personas por km².

## Geografía
Mulat se encuentra ubicado en las coordenadas 30°33′34″N 87°7′51″O / 30.55944, -87.13083. Según la Oficina del Censo de los Estados Unidos, Mulat tiene una superficie total de 4.34 km², de la cual 4.08 km² corresponden a tierra firme y (6.03%) 0.26 km² es agua.

## Demografía
Según el censo de 2010, había 259 personas residiendo en Mulat. La densidad de población era de 59,7 hab./km². De los 259 habitantes, Mulat estaba compuesto por el 93.05% blancos, el 0.39% eran afroamericanos, el 0.77% eran amerindios, el 1.54% eran asiáticos, el 0% eran isleños del Pacífico, el 1.16% eran de otras razas y el 3.09% pertenecían a dos o más razas. Del total de la población el 4.63% eran hispanos o latinos de cualquier raza.